# Harcy
Harcy település Franciaországban, Ardennes megyében. Lakosainak száma 503 fő (2022. január 1.). Harcy Bourg-Fidèle, Le Châtelet-sur-Sormonne, Lonny, Les Mazures, Murtin-et-Bogny, Renwez, Rimogne és Sormonne községekkel határos.

## Népesség
A település népességének változása:
| Lakosok száma | 402  | 419  | 447  | 486  | 498  | 503  | 507  | 504  | 504  | 503  |
|               | 1968 | 1982 | 1990 | 2006 | 2013 | 2015 | 2017 | 2019 | 2020 | 2022 |